# Merghindeal, Sibiu
Merghindeal (în dialectul săsesc Märjeln, Maerjln, în germană Mergenthal, Mergeln, Märgeln, Merglen, Mergental, Marienthal, în trad. "Valea Mariei", colocvial Mergeln, în maghiară Morgonda) este satul de reședință al comunei cu același nume din județul Sibiu, Transilvania, România.

## Așezare
Localitatea este situată la 58 km de municipiul Sibiu și la 8 km de orașul Agnita.

## Biserica Evanghelică-Lutherană
- Vezi și Biserica fortificată din Merghindeal

Așezarea a fost pentru prima oară atestată în 1336, dar biserica fortificată datează încă din a doua jumătate a secolului al XIII-lea. Ea reprezintă tipul cel mai simplu de biserică reduit, care mai poate fi întâlnit și la Homorod, Dealu Frumos, Bruiu și Veseud. Dinspre sud se păstrează aspectul exterior al unei bazilici.

## Fortificația
Biserica este înconjurată de o incintă de forma trapezoidală, lungă de 37 m și lată de cel mult 17 m, cu zidul de sud foarte bine fortificat și întărit la colțurile de sud-est și sud-vest cu câte un turn interior.

## Personalități
- Zaharie Muntean (1881 - 1972), deputat în Marea Adunare Națională de la Alba Iulia 1918, publicist
- Aurel Muntean  (n. 2 mai 1882 - d. 10 septembrie 1940) Protopop erou și martir al neamnului, deputat în Marea Adunare Națională de la Alba Iulia,

## Galerie imagini

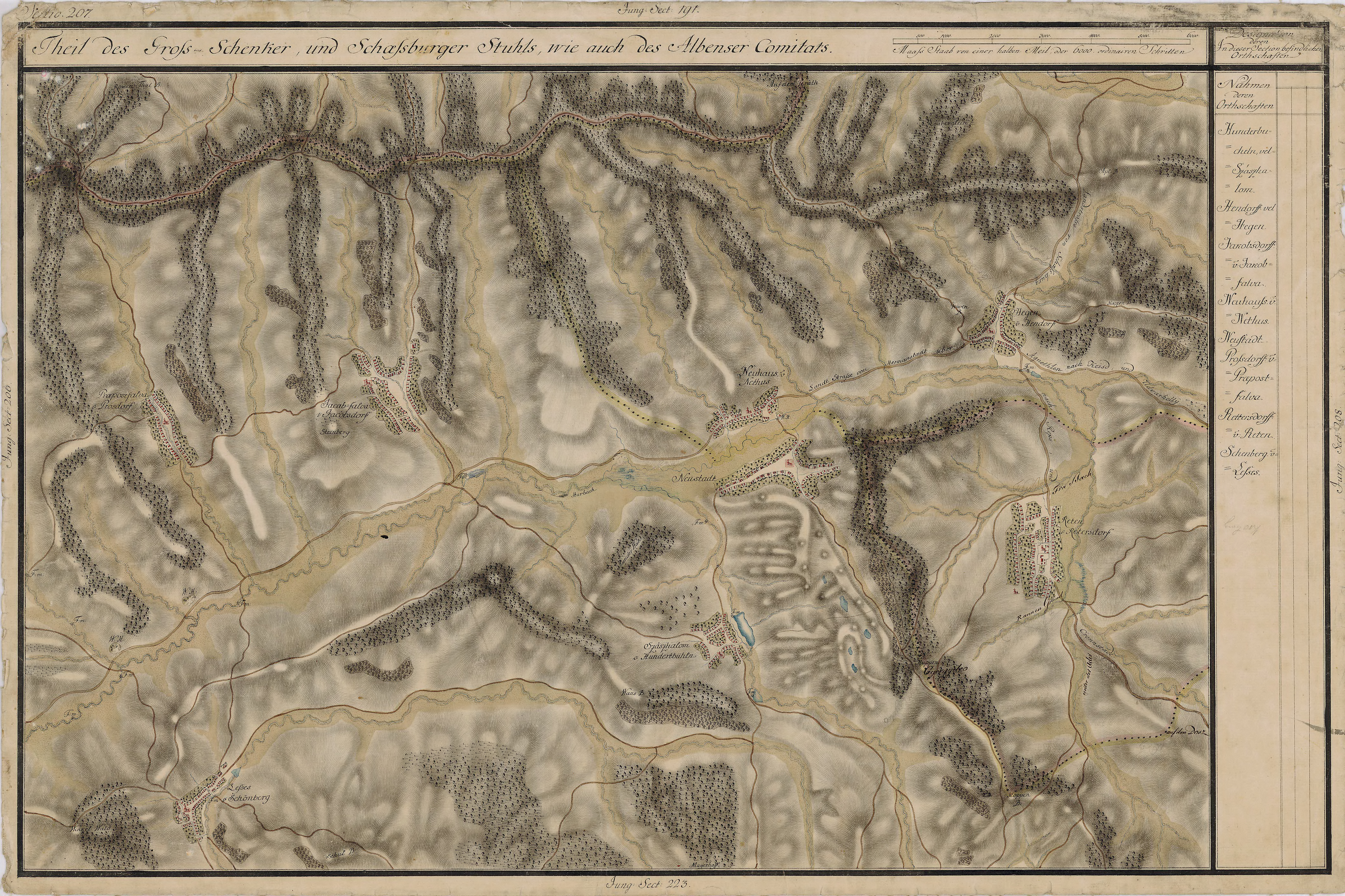
Merghindeal în Harta Iosefină a Transilvaniei, 1769-1773
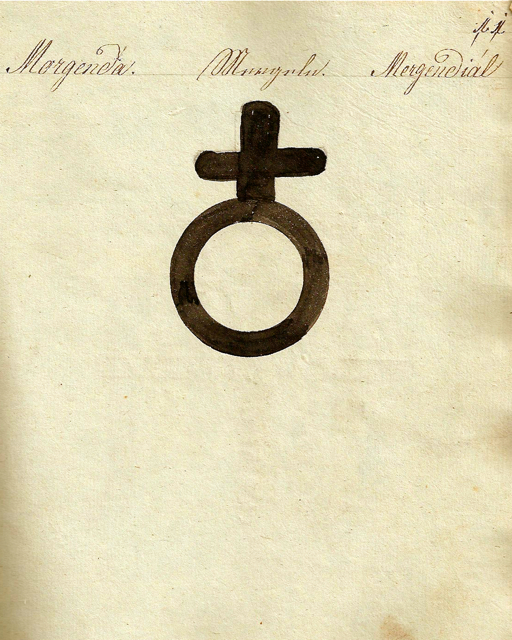
1826 - Danga pentru vite
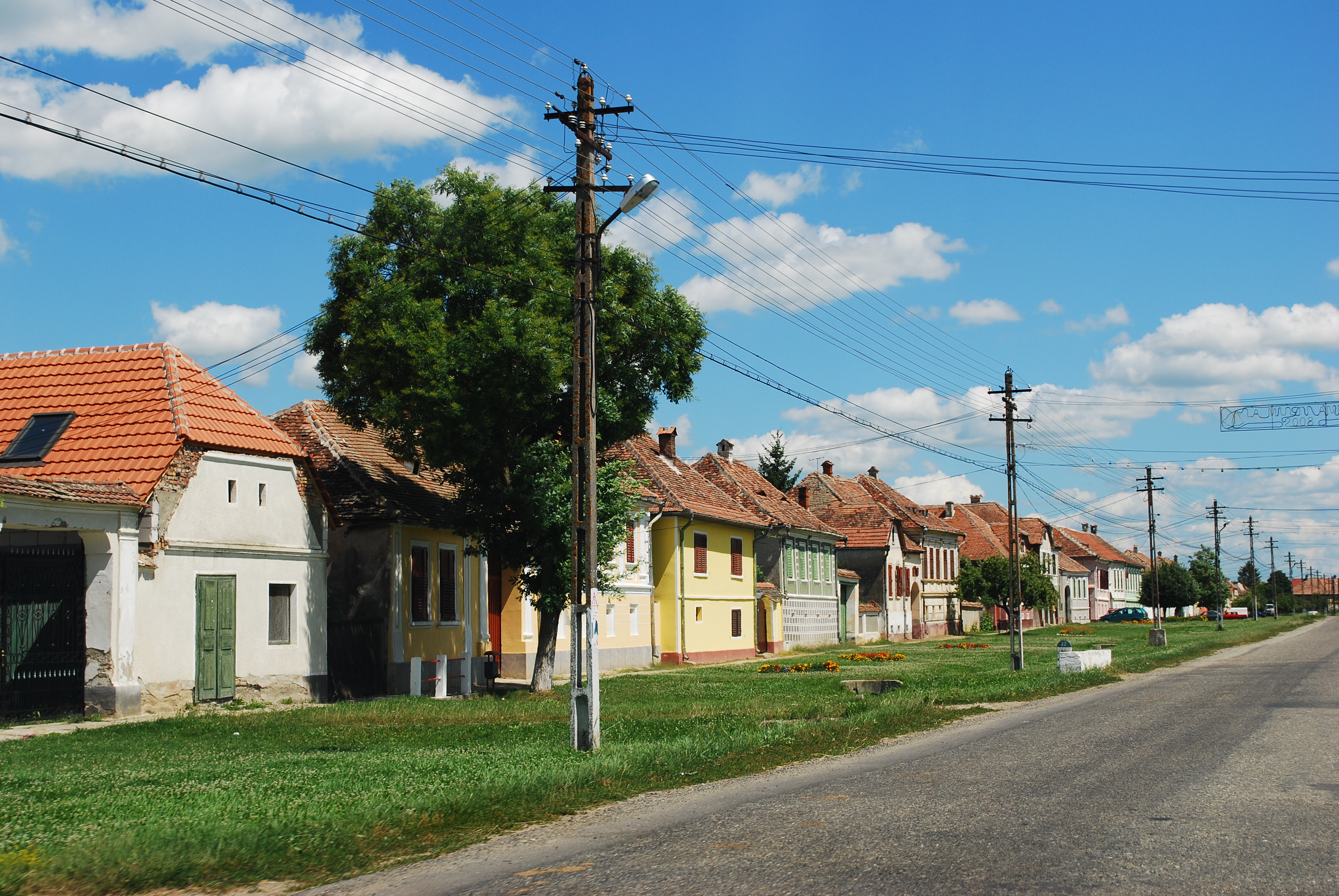
Strada principală
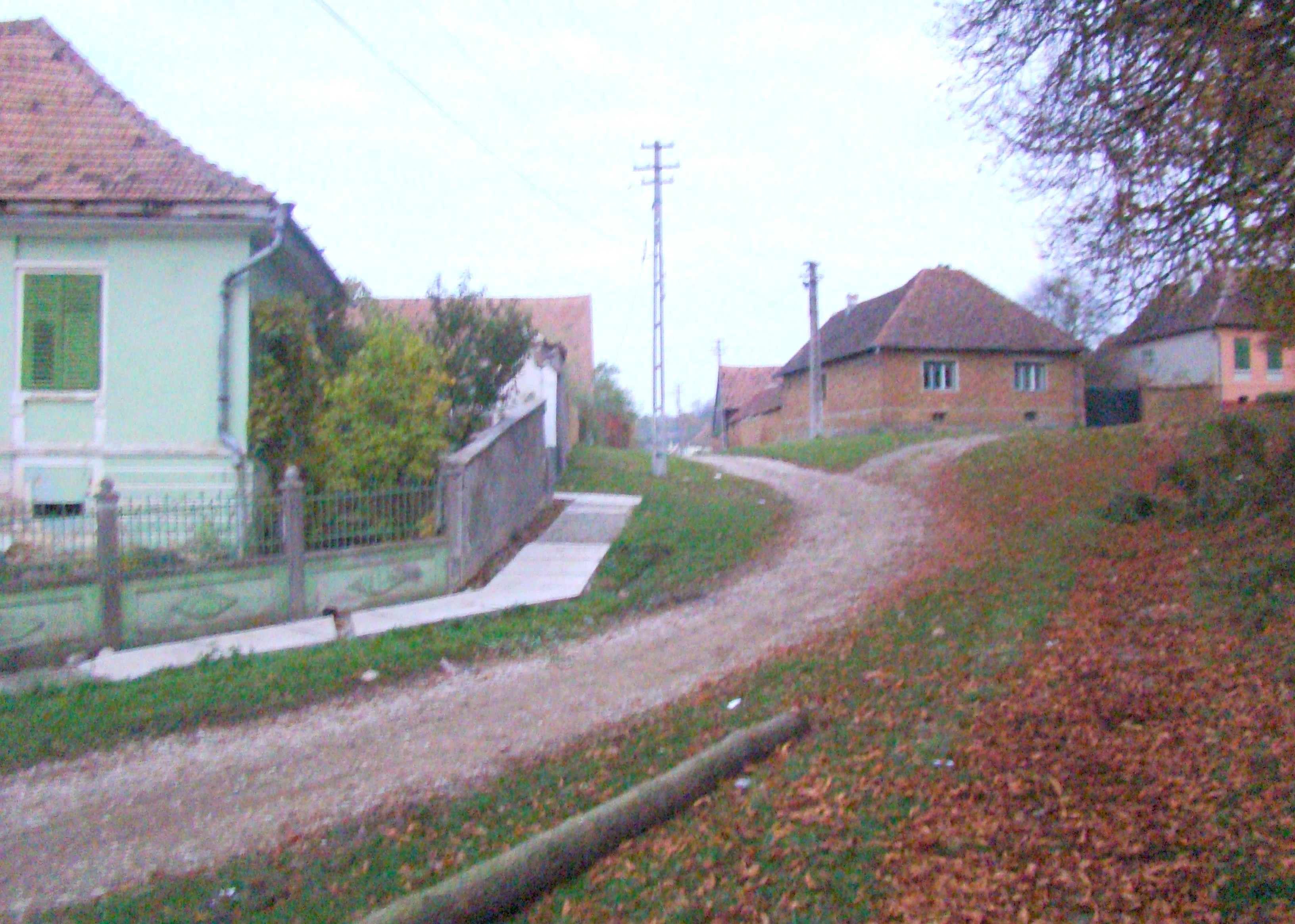
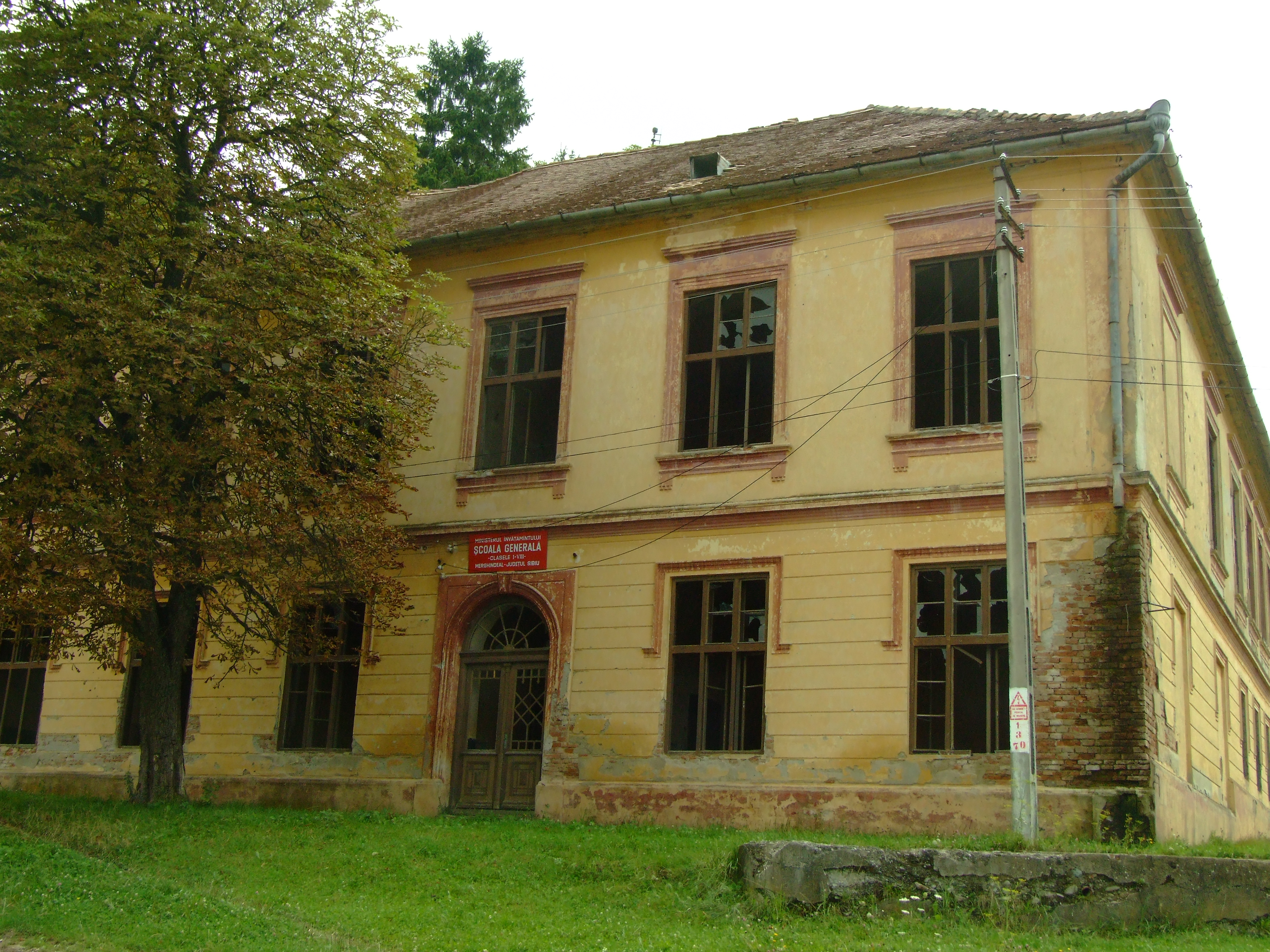
Școala
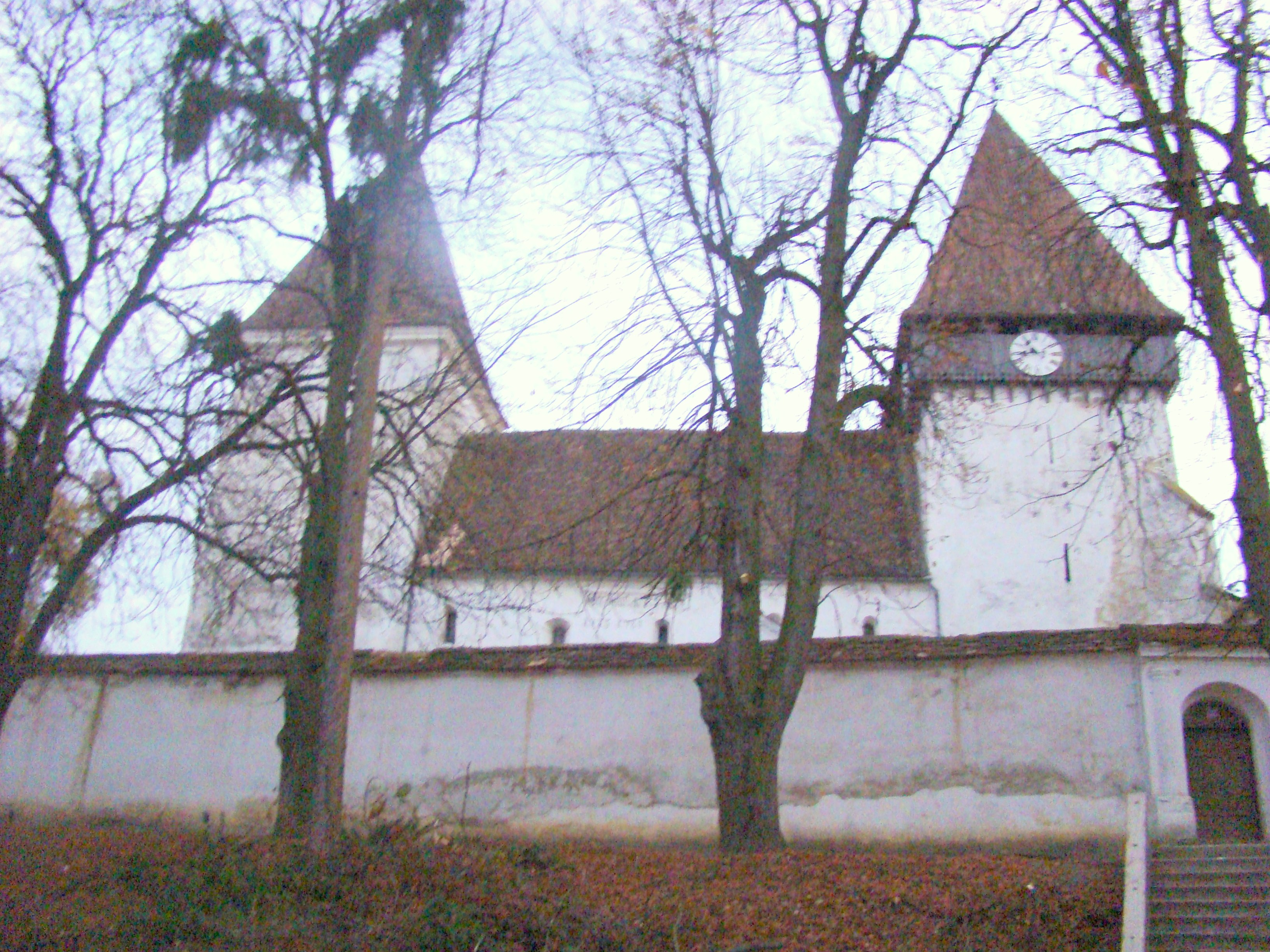
Biserica evanghelică fortificată
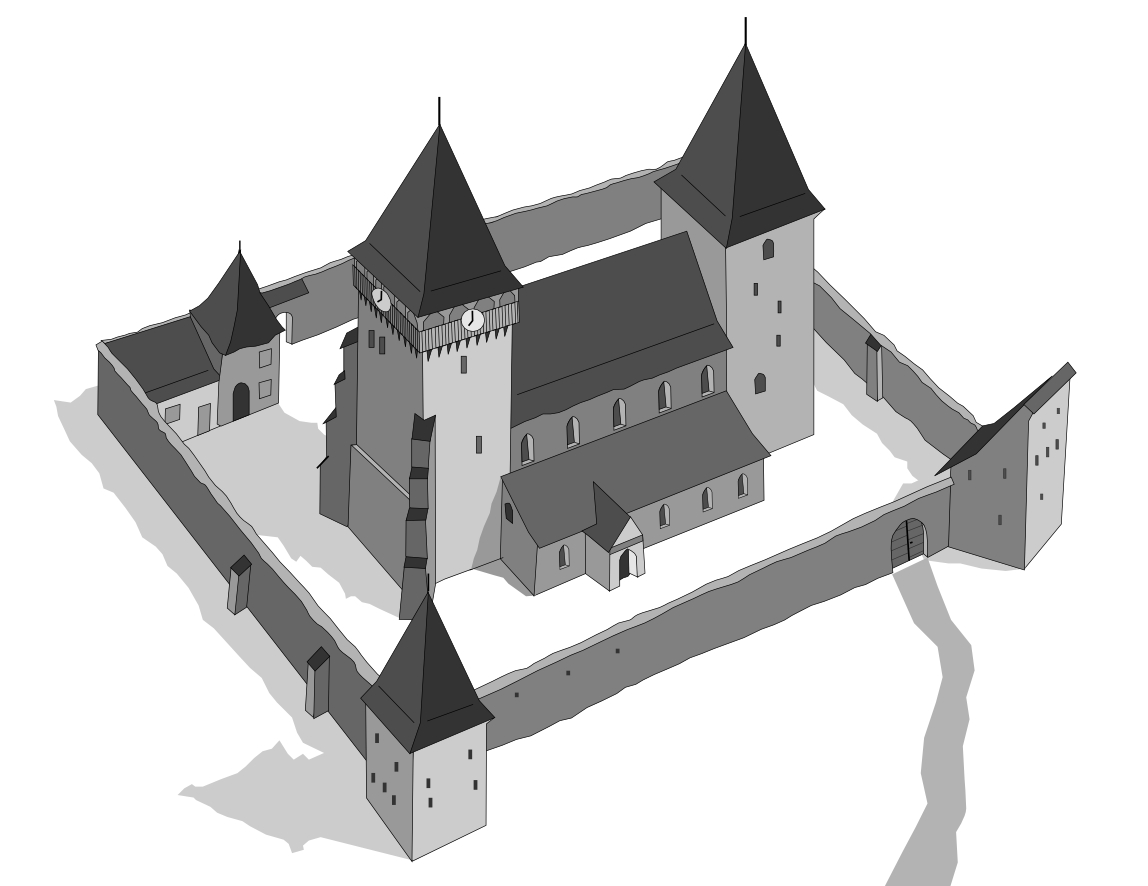
Planul bisericii evanghelice fortificate
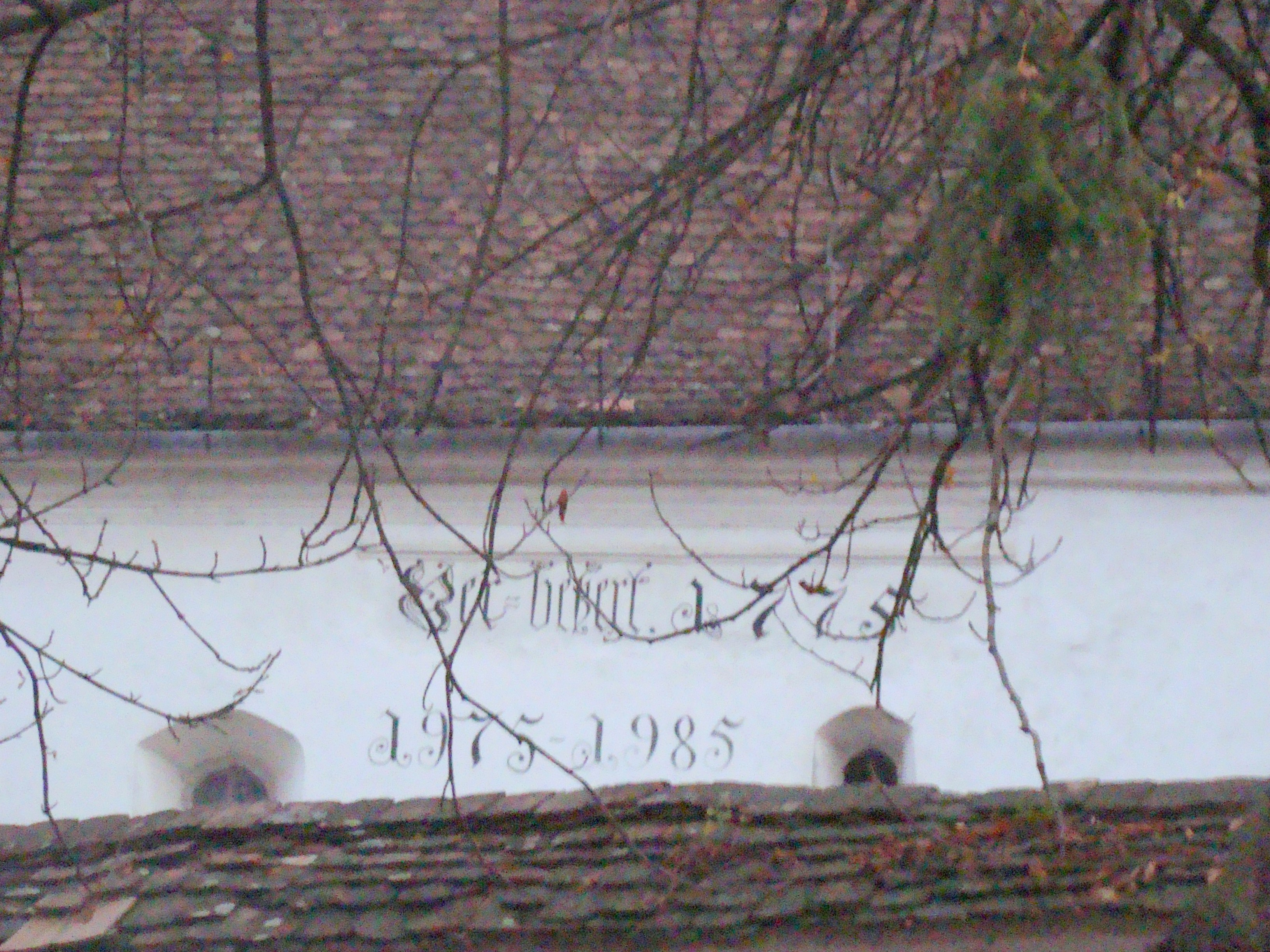
Biserica evanghelică fortificată (detaliu datare)